# Phalaenopsis gersenii
Phalaenopsis gersenii là một loài thực vật có hoa trong họ Lan. Loài này được (Teijsm. & Binn.) Rolfe miêu tả khoa học đầu tiên năm 1917.